# Abou Jihad al-Masri
Abou Jihad al-Masri (1961 - 31 octobre 2008) est un islamiste d'origine égyptienne, responsable de la propagande de la nébuleuse d'Al-Qaida.

## Biographie
Il serait né en 1961, en Égypte, sous le nom de Mohammad Khalil Hasan al Hakaymah.
Dans les années 1980, il rejoint la résistance afghane pour combattre les soviétiques. Il vivait au Pakistan depuis 2005.
Il se trouvait à la tête du groupe extrémiste Al Jamaa Al Islamiya, rallié au réseau d'Oussama ben Laden depuis 2006.
Le site Rewards for Justice du département d'État des États-Unis le décrit comme le « propagandiste » de la nébuleuse Al-Qaida. Le gouvernement américain offrait un million de dollars pour sa capture.
En 2006, il apparaît dans une vidéo, annonçant l'adhésion de son groupe à Al-Qaida.
Il comptait plusieurs arrestations à son actif, en Égypte et en Grande-Bretagne. Il était l'instigateur de nombreuses attaques perpétrées sur le territoire égyptien à partir de 2004.
Le 23 juillet 2005, il supervise l'attentat de Charm el-Cheikh, qui cause la mort de 88 personnes.

## Décès
Abou Jihad al-Masri est mort le 31 octobre 2008 dans une frappe aérienne américaine, dans les zones tribales du Waziristan, alors qu'il se trouvait à bord d'un véhicule en compagnie d'autres extrémistes, également tués lors de l'attaque.

## Publications
- Gestion de la barbarie, 2004.